# Zedelgem
Zedelgem (fr. Zedelghem) – miejscowość i gmina w Belgii, w Regionie Flamandzkim, w prowincji Flandria Zachodnia, w okręgu Brugia. Liczy 23 460 mieszkańców (1 stycznia 2024). Najstarsze wzmianki o tej miejscowości datuje się na rok 1089.
Stoją tutaj domy rzemieślnicze Claeys'a i Packo, na drodze szklaku metalowego w gminie. Obie fabryki rodziny Claeys (obecnie New Holland Agriculture) były pod wodzą ręki konstruktora rowerów i motorowerów marki Flandria.

## Podział administracyjny
W skład gminy wchodzą trzy dzielnice (deelgemeente):
- Aartrijke (Aertrycke)
- Loppem (Lophem)
- Veldegem

## Współpraca
Miejscowość partnerska:
- Reil, Niemcy